# لارس اریک اسپتز
لارس اریک اسپتز (انگلیسی: Lars Erik Spets؛ زادهٔ ۲ آوریل ۱۹۸۵) بازیکن هاکی روی یخ اهل نروژ است.